# محطة تحلية المياه بالطاقة الشمسية في الخفجي
محطة تحلية المياه بالطاقة الشمسية في الخفجي محطة لتحلية مياه البحر المالحة، وتقع على مقربة من مدينة الخفجي، على ساحل الخليج العربي، تم بناء المحطة بسعة 60،000 متر مكعب من مياه الشرب يوميًا، ويمكن توسعتها في المستقبل لتصل الطاقة الإنتاجية إلى 90،000 متر مكعب لكل يوم. تستخدم عملية التناضح العكسي على مرحلتين، بواسطة محطة طاقة شمسية قريبة. تم اختيار شركة سيمنز النمسا كمقاول عام، لتعمل مع شركة تكنولوجيا المياه المتقدمة، وهي قسم تجاري في مدينة الملك عبد العزيز للعلوم والتكنولوجيا. توفرالمؤسسة العامة لتحلية المياه المالحة(SWCC) معظم مياه الشرب في السعودية وتصل نسبة ماتنتجه من المياه إلى 25 في المائة من القدرة العالمية. تم بدء التخطيط للمشروع من عام 2011 وتم أفتتاح المحطة في عام 2018.

## تفاصيل الموقع
يقع موقع المحطة على ساحل مدينة الخفجي في المنطقة الشرقية من المملكة العربية السعودية (خط عرض 28 - 26 شمالاً وخطي طول 48 - 30 شرقاً). الشاطئ القريب هو في الغالب تكوين صخري مغطى بطبقة رقيقة من الرمل مع أعشاب البحر المتناثر والطحالب الكبيرة. المنطقة قريبة من الحدود السعودية الكويتية وقريبة من موقع وأنشطة امتياز عمليات الخفجي المشتركة السعودية الكويتية(KJO).

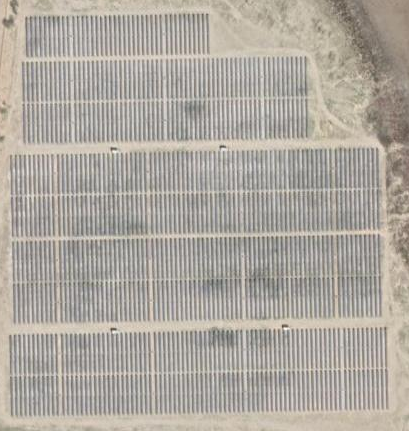
صورة من الخرائط لمحطة الطاقة الكهروضوئية التي تزود محطة التحلية بالكهرباء

## نظرة على تحلية المياه المالحة والسعودية
تحلية المياه هي عملية شديدة الإستهلاك للطاقة. ويقال أن تكلفة الطاقة لمعالجة المياه المالحة أكبر بعشر مرات من معالجة المياه العذبة. وتصل إلى ضعف تكلفة معالجة مياه الصرف الصحي لإعادة استخدامها. محطات التحلية الموجودة في المملكة العربية السعودية والتي يبلغ عددها حوالي ثلاثين محطة، يُقال إنها تمتص أكثر من 1.5 مليون برميل بترول يوميًا.
لكن المحطة الجديدة تستخدم الخلايا الكهروضوئية لتوليد 15-20 ميجاواط من الطاقة. إلى جانب نظام تحسين استهلاك الطاقة، فإن الخلايا الكهروضوئية تُخفض تكاليف التشغيل بشكل ملحوظ. تضم المنشأة مرحلة ما قبل المعالجة لتقليل ملوحة مياه البحر قبل البدء في عملية التحلية الرئيسية.

## ملوحة عالية وونظام مقاومة قناديل البحر
مياه البحر في منطقة المجمع ذات ملوحة عالية، مما يجعل عملية الترشيح معقدة. وكذل; بسبب المد الأحمر الموسمي، والضحالة البحرية ووفرة من قناديل البحر. لذلك تم تصميم المصنع ليكون شديد المقاومة للتغيرات في ظروف مياه البحر. وأنابيب السحب في المحطة مزودة بنظام مكافحة قناديل البحر. تستخدم محطة تحلية الخفجي العاملة بنظام SWRO الترشيح الفائق (UF) أثناء المعالجة المسبقة و RO لإزالة الشوائب والأملاح الذائبة من مياه المحيط. ستمنع تقنية المعالجة المسبقة انسداد أغشية التناضح العكسي. تعمل عملية SWRO على دفع مياه البحر من خلال غشاء بوليمر باستخدام الضغط لإزالة الملح. تمر مياه البحر من خلال برج السحب، حيث يتم تثبيت مرشح قنديل البحر. وسينقل خط أنابيب بطول 6 كيلومترات المياه الخام إلى محطة التحلية الجديدة التي تعمل بالطاقة الشمسية لمزيد من المعالجة.
يعمل نظام التعويم بالهواء المذاب (DAF) على إزالة الزيت والمواد الصلبة الأخرى من الماء الخام. تتضمن هذه العملية خلط الهواء بالماء تحت الضغط وإطلاقه عند الضغط الجوي في خزان أو حوض تعويم، مما يؤدي إلى تكوين فقاعات صغيرة. تتشبث المادة المعلقة بفقاعات الهواء وتطفو على سطح الماء حيث ستتم إزالتها باستخدام جهاز القشط.
ستقوم عملية الترشيح الفائق المستخدمة في المرحلة الثانية كذلك أيضًا بإزالة الكائنات البحرية والملوثات الأخرى من الماء.